# 戴红霞
戴红霞（1963年—），女性，满族，中国民主促进会会员，中共寧夏回族自治區委員會黨校研究生畢業。曾任石嘴山市司法局副局长，石嘴山市中级法院副院长，石嘴山市人民检察院正处级副检察长。曾任石嘴山市人民检察院副检察长，民进石嘴山市委员会兼職副主委，石嘴山市政协提案法制委员会兼職副主任。2016年3月任寧夏回族自治區人民检察院副检察长。